# Romário Baldé
Pour les articles homonymes, voir Baldé.
Romário Baldé est un footballeur international bissaoguinéen et portugais né le 25 décembre 1996 à Bissau. Il évolue au poste d'ailier.

## Biographie

### En club
Formé au Benfica Lisbonne, il joue en équipe B au début de sa carrière avant d'être prêté à CD Tondela en 2016,.
Après une expérience en Pologne au Lechia Gdańsk, il revient au Portugal sous la forme d'un prêt à l'Académica de Coimbra. En 2019, il est transféré définitivement au Gil Vicente,.

### En équipe nationale
Avec les moins de 19 ans du Portugal, il participe au championnat d'Europe des moins de 19 ans en 2014. Lors de cette compétition, il joue trois matchs, l'équipe s'incline en finale.
Il figure dans le groupe de l'équipe nationale de Guinée-Bissau qui dispute la Coupe d'Afrique des nations 2019. Il joue un match lors de la compétition contre le Bénin.

## Palmarès
Avec le Benfica Lisbonne :
- Finaliste de l'UEFA Youth League en 2014

Avec l'équipe du Portugal de moins de 19 ans :
- Finaliste du championnat d'Europe des moins de 19 ans en 2014